# Boissy-Lamberville
Boissy-Lamberville ist eine französische Gemeinde mit 379 Einwohnern (Stand 1. Januar 2022) im Département Eure in der Region Normandie. Sie gehört zur römisch-katholischen Gemeinschaft Communauté de Giverville, die Teil der Pfarrei Montgeoly des Bistums Évreux ist.

## Geografie

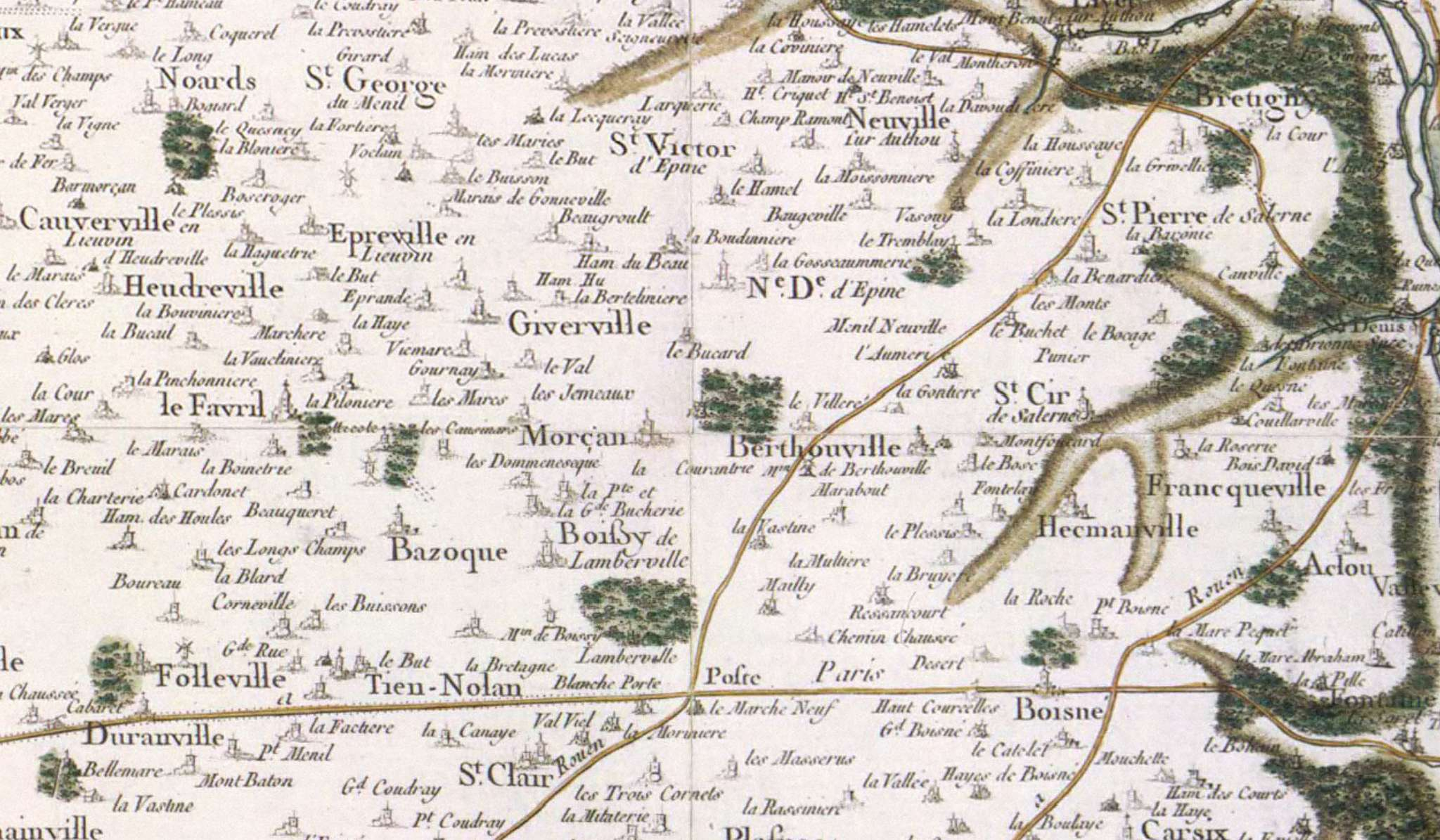
Boißy de Lamberville auf einer Cassini-Karte aus dem 18. Jahrhundert

Boissy-Lamberville liegt in der Landschaft Lieuvin, 48 Kilometer südöstlich von Le Havre, etwa neun Kilometer nördlich von Bernay, dem Sitz der Unterpräfektur des Arrondissements, und etwa zehn Kilometer nordöstlich von Thiberville, auf einer mittleren Höhe von 170 Metern über dem Meeresspiegel. Die Ortschaft ist von den Nachbargemeinden Le Theil-Nolent, Bazoques, Morsan und Notre-Dame-d’Épine umgeben. Das Gemeindegebiet hat eine Fläche von 8,08 Quadratkilometern.
Boissy-Lamberville ist einer Klimazone des Typs Cfb (nach Köppen und Geiger) zugeordnet: Warmgemäßigtes Regenklima (C), vollfeucht (f), wärmster Monat unter 22 °C, mindestens vier Monate über 10 °C (b). Es herrscht Seeklima mit gemäßigtem Sommer.

## Geschichte
Auf dem Gemeindegebiet wurden einige jungsteinzeitliche Artefakte gefunden, Steinbeile, Pfeilspitzen, Schaber und Sauzahnspitzen aus Feuerstein, Werkzeuge, die zur Jagd und zur Landwirtschaft benutzt wurden.
Die Römerstraße von Breviodurum (Brionne) nach Noviomagus Lexoviorum (Lisieux) führte durch das Gemeindegebiet. Zu beiden Seiten der Kirche wurden Tegulae gefunden, Dachziegel aus gallo-römischer Zeit (52 v. Chr. bis 486 n. Chr.). Auf der einen Seite wurde außerdem ein Merowingerfriedhof entdeckt (5. bis 8. Jahrhundert). Eines der Skelette lag mit dem Kopf auf einer Tegula. Weitere Tegulae fand man im Weiler La Haute-Vieille, dessen Name von Villa abgeleitet sein könnte. In La Haute-Vieille wurde außerdem ein Denarius aus der Regierungszeit von Nero (54–68) gefunden.
Lamberti Villa wurde in der Karolingerzeit (751 bis 10. Jahrhundert) urkundlich erwähnt. Der Name wurde zu Lamberville zusammengezogen. Boissy hingegen besitzt den ältesten sichtbaren Rest eines mittelalterlichen Gebäudes. Ein Teil der Nordmauer der Kirche und ihr kleines romanisches Fenster wurden in der Mitte des 11. Jahrhunderts errichtet. 1152 wurden beide Lehen in einer Bulle des Papstes Eugen III. erwähnt. Mehrere Seigneurs sind namentlich bekannt, zum Beispiel Richard de Lamberville oder Guichard de Boissy. Weitere Lehen waren Le Coudray, La Mottinière und La Vastine.
Vom Mittelalter bis 1701 existierte ein Leprosorium namens Ladrerie de la Cahannaie in der Ortschaft. Zum Leprosorium gehörte die ehemalige Kapelle Saint-Clair im Südwesten des Gemeindegebiets, ihr Schutzpatron war der lokale Heilige Clair von Beauvaisis. In einem Text aus dem Jahr 1402 wird das Leben der Leprakranken beschrieben. Die Kranken durften sich nicht öfter als zweimal pro Woche im Dorf zeigen und durften samstags, am Markttag, nicht nach Bernay. Im 16. Jahrhundert unterstand das Leprosorium dem Bistum Lisieux. Da es immer weniger Leprakranke gab, wurde das Leprosorium überflüssig. 1676 wurde die Einrichtung deshalb dem Orden unserer lieben Frau vom Berge Karmel übergeben. 1695 gelangte es in den Besitz des Hospitals von Bernay. Nach 1699 war die Kapelle ein Pilgerort. Die Pilger erhofften sich Heilung von Augenleiden. 1701 wurden die Gebäude des Leprosoriums zerstört. 1781 wurde die Kapelle auf Verlangen des Pfarrers von Boissy-Lamberville zerstört.
Im Hundertjährigen Krieg (1337–1453) wurde ein Weber aus Boissy-Lamberville im August 1422 nach der „Schlacht von Bernay“ von den Franzosen unter Jean de la Haye und Jean VII. d’Harcourt gefangen genommen. Die Schlacht fand auf der Ebene zwischen Saint-Mards-de-Fresne und Ferrières-Saint-Hilaire statt. Die Engländer unter Thomas of Lancaster, 1. Duke of Clarence verloren die Schlacht. Der Weber wurde von den Franzosen mit der Begründung verschleppt, er könne ihnen kein Lösegeld zahlen und müsse deshalb für sie arbeiten. Er durfte im Juni 1423 heimkehren.

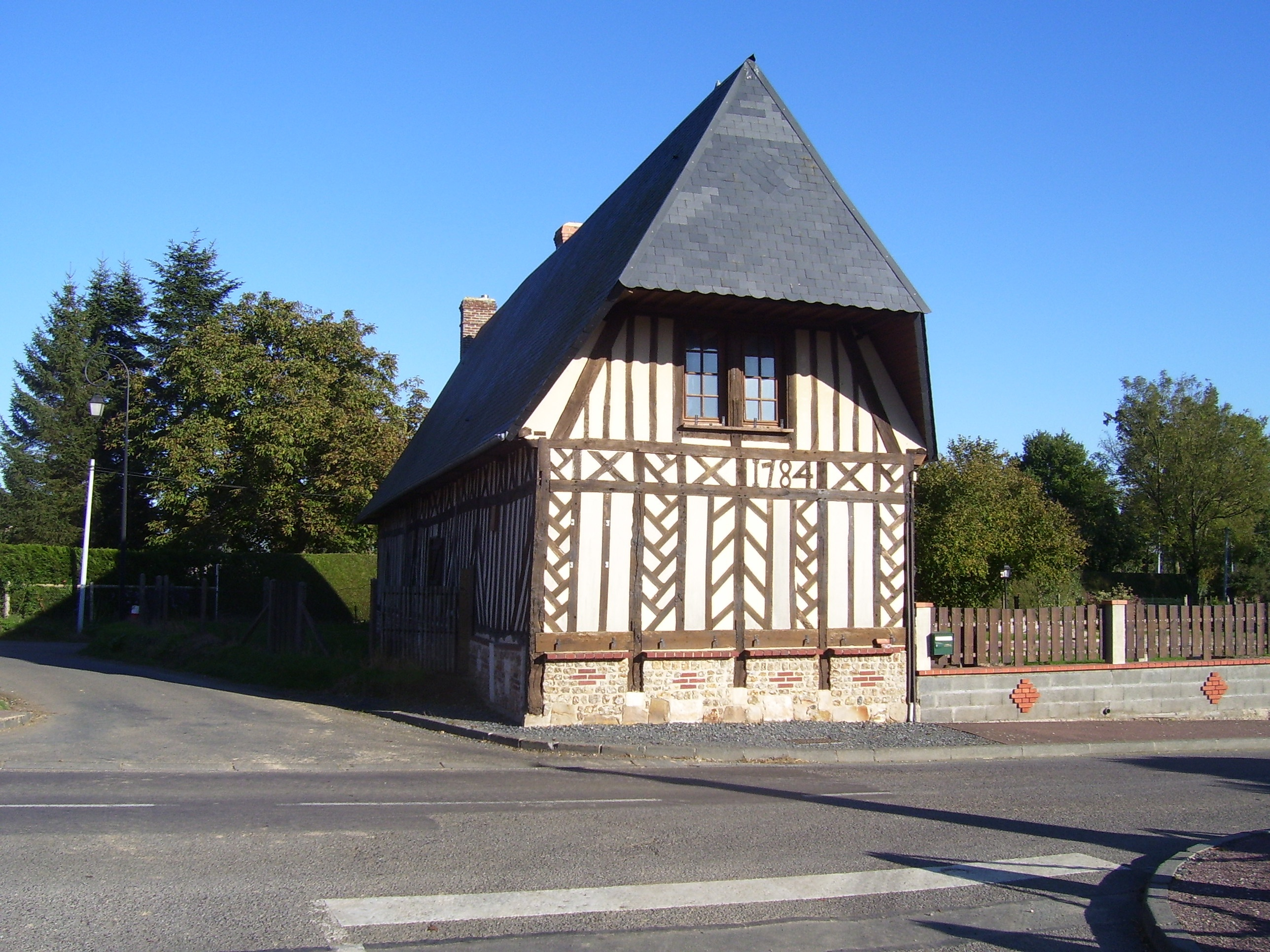
Fachwerkhaus aus dem Jahr 1784

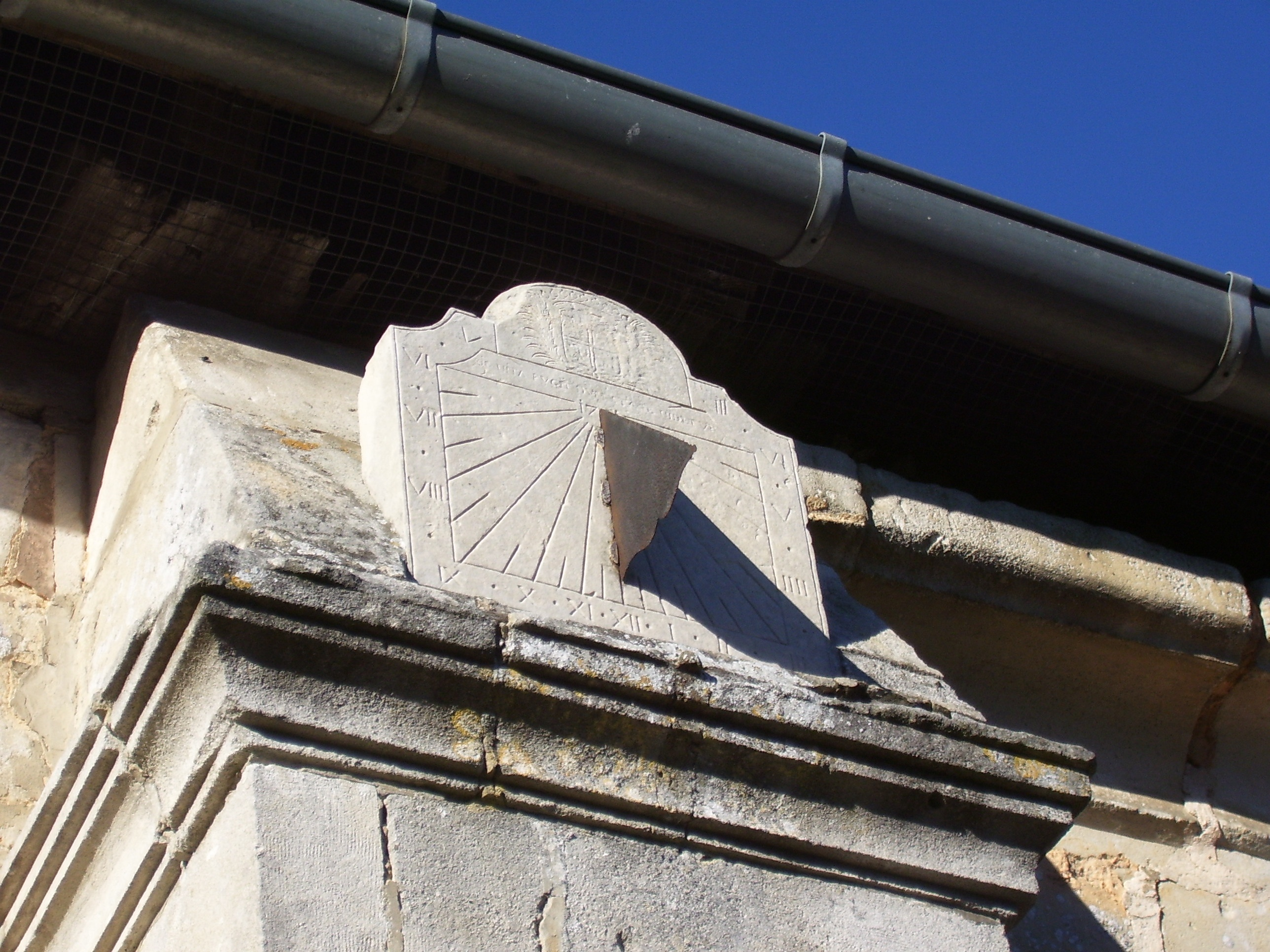
Sonnenuhr von 1721 mit dem Wappen der Familie Heusté de Lamberville

Zu Beginn des 17. Jahrhunderts ließ die Familie Heusté de Lamberville ein Schloss bauen. 1624 besaß Jacques Heusté das Lehen Lamberville, er war Vorsitzender des Rechnungshofs von Rouen. Sein Nachfolger war als Stellvertreter des Abtes Prior der Abtei Le Bec. Er vermachte der Abtei und der Kirche von Boissy-Lamberville einen Teil seiner Güter, jedoch nicht das Lehen, das an seinen Neffen ging. 1704 wurden Lamberville und Boissy für den Seigneur Léon de Heusté vereinigt. Louis IV. Henri de Bourbon, prince de Condé, verbrachte einige Tage im Herrenhaus, als er seine Mätresse Jeanne-Agnès Berthelot de Pléneuf (1698–1727) in ihrem Schloss in Courbépine besuchte. Dafür wurden einige Bäume gefällt, um die Zufahrtswege zu verbreitern. Wenige Jahre vor der Französischen Revolution (1789–1799) wurde das Herrenhaus verkauft.

### Französische Revolution
1789 verfassten die Einwohner von Boissy-Lamberville ein umfangreiches Cahier de Doléances (‚Beschwerdeheft‘), das sich heute im Archiv des Départements befindet. Darin verlangten die Einwohner unter anderem das Recht der Jagd, das vor der Revolution zu den seigneurialen Rechten gehörte. Sie begründeten dies damit, dass das Wild Ernteschäden verursache. Außerdem verlangten die Einwohner eine Justizreform, zur schnelleren Abwicklung von Gerichtsverfahren. Vor der Französischen Revolution unterstand Boissy-Lamberville der Hochgerichtsbarkeit des Marquisats Appeville-Annebault. Am 25. November 1792 wurde ein neues Gericht mit Sitz in Thiberville gewählt, das erst 1945 nach Bernay umzog. Die Gemeinde wählte einen Abgeordneten, der das „Beschwerdeheft“ nach Bernay brachte und dort die Abgeordneten wählte, die nach Paris zu den Generalständen entsandt wurden.
1792 begann die Rekrutierung für den Ersten Koalitionskrieg (1792–1797). Zuerst gestaltete sich die Rekrutierung einfach, bis die ersten Soldaten verwundet oder getötet wurden. 1793 erhielt Boissy-Lamberville unter dem Namen Boissy den Verwaltungsstatus einer Gemeinde.
Am 17. Pluviôse des Jahres II (5. Februar 1794) erhielt ein Geistlicher aus Boissy-Lamberville, die Erlaubnis nach England zu emigrieren. Drei Tage später lud die örtliche Société publique zur öffentlichen Verbrennung der seigneurialen Urkunden und Papiere am Fuße des Freiheitsbaums ein. Die Sociétés publiques dienten der Vermittlung zwischen dem Gemeinderat und dem Comité de surveillance révolutionnaire (‚revolutionären Überwachungskomitee‘), das wiederum dem Sicherheitsausschuss unterstand. Am 3. Germinal des Jahres II (23. März 1794) versammelten sich die Einwohner und verlangten vergeblich, dass die Heilige Messe stattfände. Sie gaben an gute Katholiken und gute Revolutionäre zu sein. Der Pfarrer Jacques-Louis Le Valois gab wenige Tage später die Urkunde seiner Ordination zurück und trat so von seinem Amt zurück. Daraufhin stürmten mit Knüppeln bewaffnete Einwohner das Gemeindehaus und vertrieben die Mitglieder der Société publique daraus. Am 21. Prairial des Jahres II (9. Juni 1794) wurde die Kirche zum Temple de la Raison (‚Tempel der Vernunft‘) deklariert. Die Temples de la Raison dienten der Ausübung des Kults des höchsten Wesens. Am 23. Germinal des Jahres III (12. April 1795) verlangten die Einwohner die Öffnung der Kirche zur freien Religionsausübung. Obwohl der Bürgermeister sie unterstützte wurde ihr Anliegen ignoriert. Am 1. Messidor des Jahres III (19. Juni 1795) versuchten die Einwohner erfolglos die Kirche zu kaufen.

### 19. und 20. Jahrhundert
1801 erhielt Boissy-Lamberville durch die Verwaltungsreform in der Regierungszeit Napoleon Bonapartes (1769–1821) unter dem Namen Boissy das Recht auf kommunale Selbstverwaltung. Als Folge der Befreiungskriege (1813–1815) wurde der ganze Kanton im August 1815 von der Preußischen Armee besetzt. Im Januar 1871 wurde der ganze Kanton erneut von den Preußen besetzt, diesmal als Folge des Deutsch-Französischen Kriegs. Nach dem Vorfrieden von Versailles dauerten die feindlichen Handlungen zwar nur noch wenige Tage an, dennoch belief sich der Gesamtschaden in Boissy-Lamberville auf eine Summe von 20.587 Francs.
Im Ersten Weltkrieg wurde die Gemeinde nur indirekt betroffen. Es fanden im ganzen Kanton keinerlei Kampfhandlungen statt. Aber Soldaten aus Boissy-Lamberville fielen und hinterließen trauernde Familien. Im Zweiten Weltkrieg wurde Boissy-Lamberville und der ganze Kanton 1940 von deutschen Truppen besetzt und am 23. August 1944 durch das II. Canadian Corps nach heftigen Kämpfen in Saint-Germain-la-Campagne befreit.

### Bevölkerungsentwicklung
| Jahr                       | 1962 | 1968 | 1975 | 1982 | 1990 | 1999 | 2008 | 2019 |
| Einwohner                  | 267  | 254  | 235  | 245  | 281  | 276  | 276  | 367  |
| Quellen: Cassini und INSEE |      |      |      |      |      |      |      |      |

## Kultur und Sehenswürdigkeiten

### Schloss Lamberville
Das Schloss von Lamberville wurde zu Beginn des 17. Jahrhunderts im Stil des Klassizistischen Barocks erbaut. Von den Dimensionen her ist entspricht es eher einem Herrenhaus als einem Schloss. Im 19. Jahrhundert geriet das Gebäude durch Heirat in den Besitz der Familie de Captot und blieb bis in die 1980er Jahre in deren Besitz. Dann wurde es mehrfach verkauft. In den 1990er Jahren erhielt ein Landwirt das Gebäude, das damals schon als „Ruine“ bezeichnet wurde. Er nutzte es nicht und das Schloss verfiel noch mehr. Es ist ein bemerkenswertes Zeugnis der regionalen Baukunst des 17. Jahrhunderts. Die Mauern bestehen aus Backstein und Kalkstein. Das schiefergedeckte Dach hat einen starken Neigungswinkel. Um das Haus läuft ein gezahnter Fries, mit Ausnahme der Südfassade, an der sich ein Diamantfries befindet. Das Innere des Gebäudes ist verwüstet. Es verbleibt nur der Treppenlauf im Stil des Louis-quatorze, der gerade zum ersten Obergeschoss hoch verläuft. Das Geländer besteht aus geschmiedetem Eisen und Balustern aus Eichenholz. Auf dem Schlossgelände befinden sich außerdem die Reste einer Motte.

### Pfarrkirche Notre-Dame

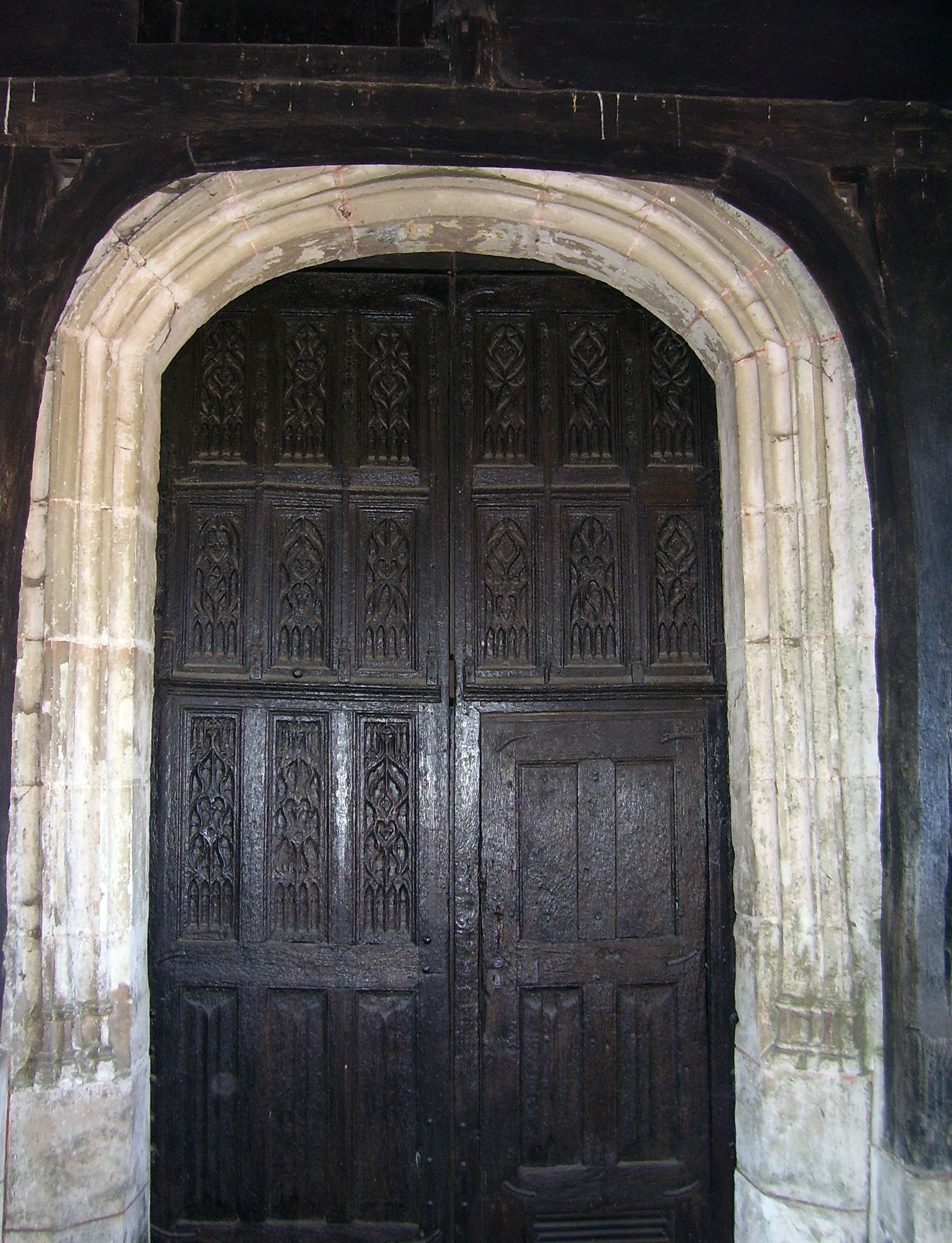
Portal der Kirche

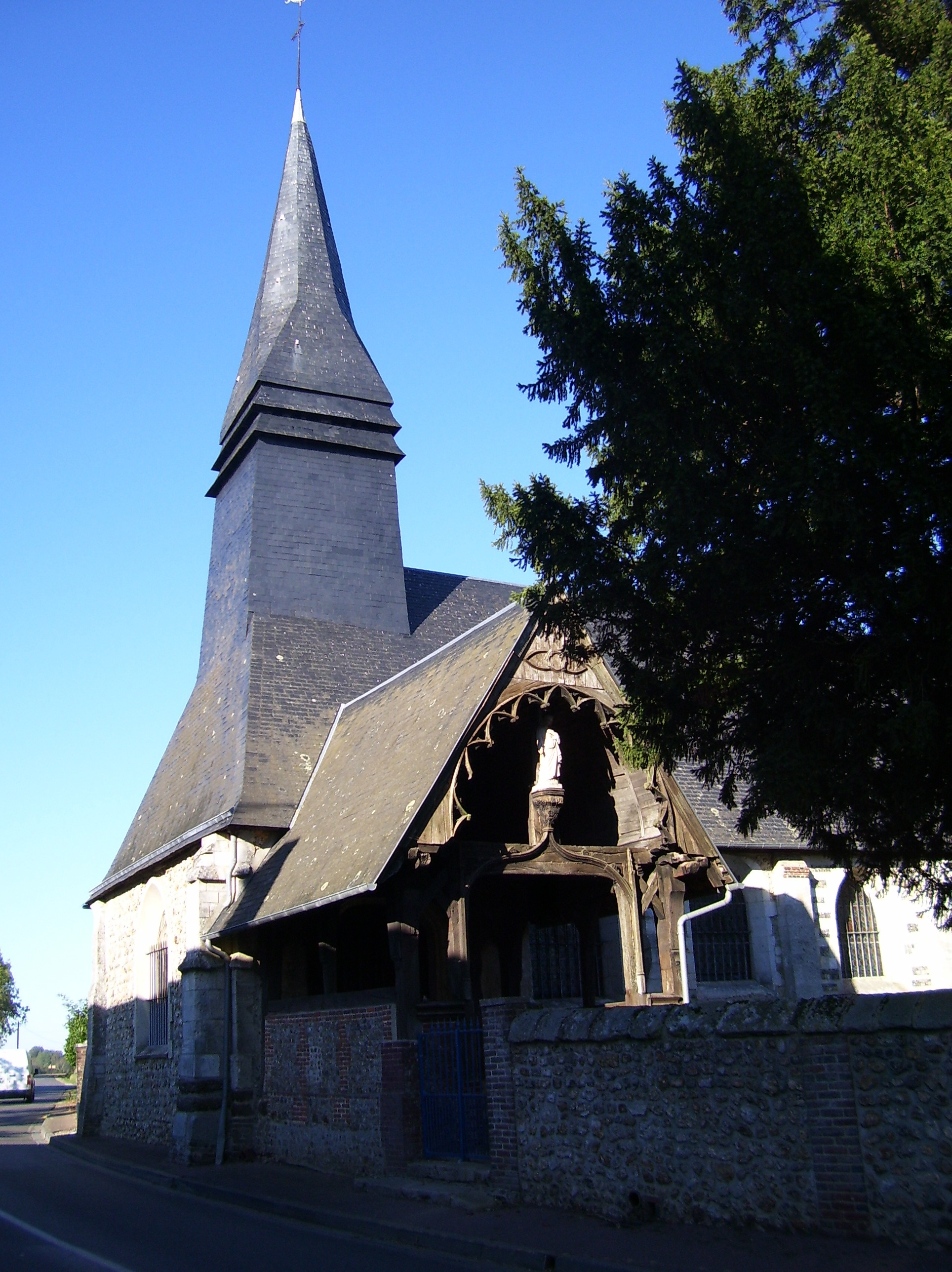
Kirche mit Portal, Friedhofsmauer und Eibe

Durch die Gregorianischen Reformen im 11. Jahrhundert erhielt Maria eine größere Bedeutung. Im Kanton stammen acht Kirchen aus jener Zeit und haben Maria („Unsere Liebe Frau“) als Schutzpatronin. Eine dieser Kirchen ist die Pfarrkirche Notre-Dame von Boissy-Lamberville. Die Kirche hat einen schönen hölzernen Portalvorbau aus dem 16. Jahrhundert, der im 19. Jahrhundert restauriert wurde. Die Türflügel des Eingangs wurden ebenfalls im 16. Jahrhundert hergestellt. Sie sind reich dekoriert und als Monument historique (‚historisches Denkmal‘) klassifiziert. Auch der Chor wurde im 16. Jahrhundert umgebaut und vergrößert. Er besteht ganz aus Werkstein. Die Kirchturmspitze ist achteckig und schiefergedeckt. Die Mauern des Kirchenschiffs bestehen aus Feuerstein und Werkstein, die im unteren Bereich im Schachbrettmuster und im oberen Bereich in Streifen angeordnet sind. Die Sakristei wurde im 19. Jahrhundert in den Chor eingefügt. Oben an der Südfassade befindet sich eine Sonnenuhr aus dem Jahr 1721, die mit dem Wappen der Familie Heusté de Lamberville geschmückt ist. Die Kirchenfenster wurden im 19. Jahrhundert hergestellt.
Das Gelände der Kirche, ihres Friedhofs, der Friedhofsmauer und der zwei Friedhofseiben ist als Site classé (‚Natur- und Kulturdenkmal‘) eingestuft. Die Eiben wurden am 14. Frimaire des Jahres XIV (15. Dezember 1805) gepflanzt. Nachdem die vorherigen Eiben gefällt und verkauft worden waren, um mit dem Erlös Reparaturarbeiten in der Kirche zu bezahlen. Auf dem Friedhof steht ein Friedhofskreuz aus Sandstein, das 1766 errichtet wurde. Das „Haus der Charité“ auf dem Friedhof ist ein kleines Fachwerkhaus aus dem 17. Jahrhundert.

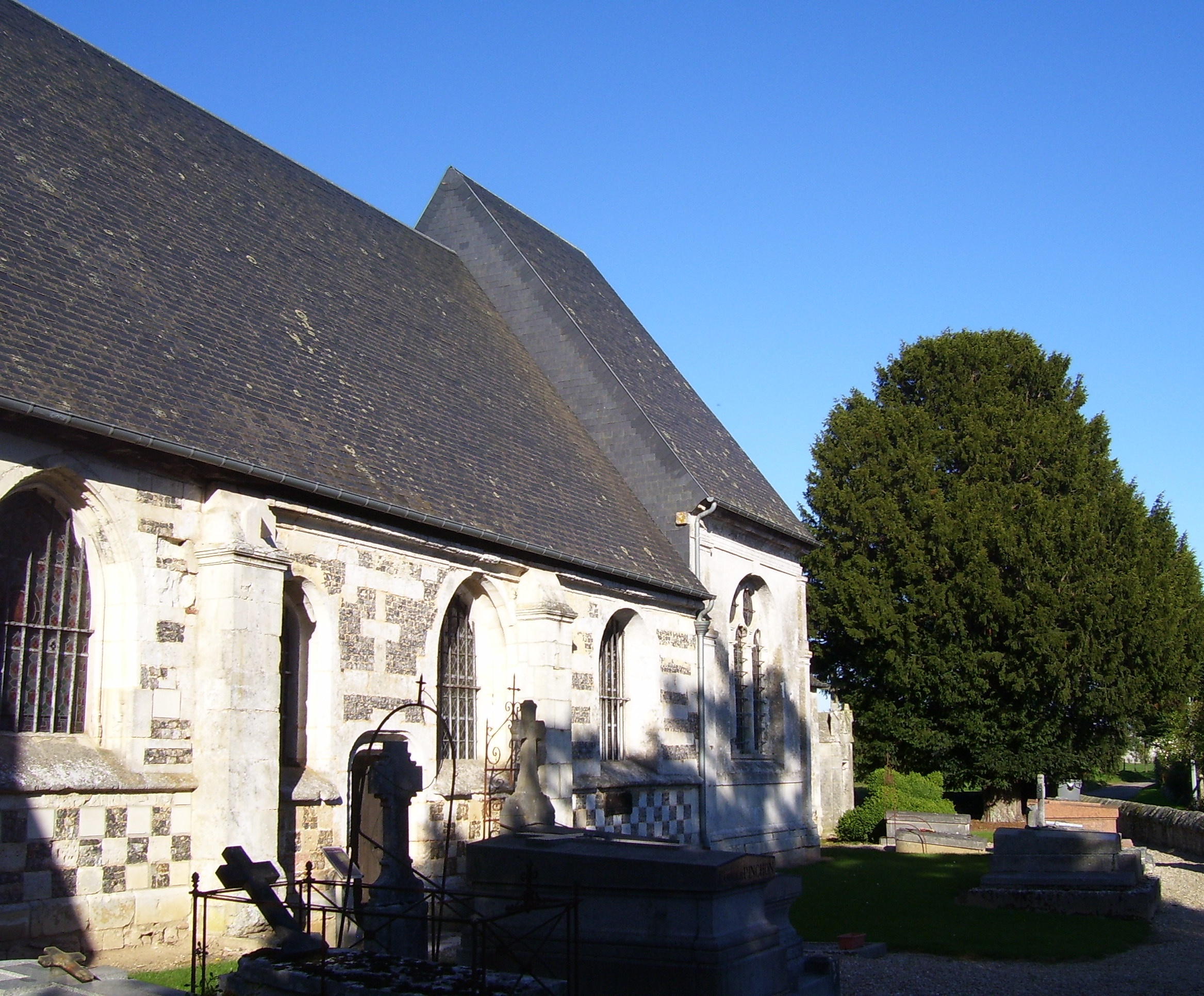
Südfassade und Eibe, man sieht hier die Muster des Mauerwerks.

In der Kirche befinden sich mehrere Prozessionsbanner aus dem 19. und 20. Jahrhundert, mehrere Gemälde aus dem 18. und 19. Jahrhundert und andere Kunstgegenstände. Ein Prozessionsbanner stammt aus dem 19. Jahrhundert und wurde von der 1398 gegründeten Charité de Notre-Dame de Boissy-Lamberville verwendet. Es zeigt den Heiligen Sebastian. Ein anderes Prozessionsbanner stammt aus dem 20. Jahrhundert und wurde von der 1923 neugegründeten Charité de Boissy-Lamberville verwendet. Es zeigt den Heiligen Nikolaus von Myra. Ein Gemälde von 1806 stellt Mariä Aufnahme in den Himmel dar und wurde von dem aus Bernay stammenden Künstler Pierre-Nicolas Selles (1751–1831) gemalt. Der Beichtstuhl wurde im 18. Jahrhundert hergestellt. Das Weihwasserbecken am südlichen Seitenaltar stammt aus dem 17. Jahrhundert. Der heutige Hochaltar wurde 1920 gefertigt. Sein Thema ist die Auferstehung Jesu Christi und die Auferstehung Frankreichs nach dem Ersten Weltkrieg. Die Namen der im Ersten Weltkrieg gefallenen Soldaten aus Boissy-Lamberville sind auf einer Tafel verzeichnet. In der Revolutionszeit wurde der damalige Hochaltar aus dem Gebäude gebracht und auf dem Friedhof deponiert, wo er der Witterung ausgesetzt war. Der Altar wurde schließlich zerschlagen und nur zwei Putten aus dem Ende des 17. Jahrhunderts blieben erhalten. Sie wurden in den Portalvorbau integriert aus dem sie im Juni 2002 gestohlen wurden. Der zerstörte Hochaltar wurde 1796 durch einen einfachen Altar ersetzt, der bis 1920 verwendet wurde.

## Wirtschaft und Infrastruktur
Bei der Volkszählung im Jahr 2008 wurde festgestellt, dass 21,8 Prozent der Erwerbstätigen in der Gemeinde beschäftigt sind, die anderen sind Pendler. 5,6 Prozent der Arbeitnehmer waren arbeitslos. Zu Beginn des 20. Jahrhunderts war die Landwirtschaft ein wichtiger Erwerbszweig. Jetzt gibt es noch 7 landwirtschaftliche Betriebe in Boissy-Lamberville, die vor allem Viehzucht praktizieren und Getreide, Futterrüben und Lein produzieren. Es gibt außerdem mehrere Geschäfte und Handwerksbetriebe, zum Beispiel eine Gärtnerei, eine Tischlerei, einen Installateur und mehrere Restaurants. An der Kreuzung der D613 und der D 834 gibt es einige Geschäfte, die sich auf den Verkauf lokaler Produkte spezialisiert haben.
Auf dem Gemeindegebiet gelten kontrollierte Herkunftsbezeichnungen (AOC) für Pont-l’Évêque, Calvados und Pommeau (Pommeau de Normandie) sowie geschützte geographische Angaben (IGP) für Schweinefleisch (Porc de Normandie), Geflügel (Volailles de Normandie) und Cidre (Cidre de Normandie und Cidre normand).

## Persönlichkeiten
- Joseph Duval-Jouve (1810–1883), Botaniker und korrespondierendes Mitglied der Académie des sciences.[22]